# Максимовка (Славгородський округ)
Макси́мовка (рос. Максимовка) — село у складі Славгородського округу Алтайського краю, Росія.

## Населення
Населення — 205 осіб (2010; 291 у 2002).
Національний склад (станом на 2002 рік):
- росіяни — 55 %